# Pośrednia Sieczkowa Turnia
Pośrednia Sieczkowa Turnia – jedna z trzech Sieczkowych Turni we wschodniej grani Świnicy w polskich Tatrach Wysokich. Wznosi się na wysokość ok. 2205 m, ale nie w grani Sieczkowych Turni, lecz poniżej, na wschodnich stokach tej grani, nad Dolinką Buczynową. Stanowi wschodnie odgałęzienie Skrajnej Sieczkowej Turni (2220 m). Oddzielona jest od niej Niżnim Sieczkowym Siodełkiem (ok. 2195 m).
Nazwy Sieczkowych Turni wprowadził w 2013 r. Władysław Cywiński. Upamiętnił w ten sposób dawnego przewodnika tatrzańskiego – górala Macieja Gąsienicę Sieczkę.
Od Pośredniej Sieczkowej Turni opada do Dolinki Buczynowej główna ściana Sieczkowych Turni o wysokości około 350 m. Jej orograficznie prawe ograniczenie tworzy żleb opadający z Zadniej Sieczkowej Przełączki. Mniej więcej w połowie wysokości ścianę przecina skośny, trawiasto-płytowy zachód. Ściana poniżej zachodu jest na razie niezdobyta. Jej dolnym ograniczeniem jest również skośny (ale w przeciwnym kierunku) Komin Sawickiego, ciągnący się aż do żlebu spod Zadniej Sieczkowej Przełączki. W dolnej części jest to komin, wyżej przechodzący w żleb, a u samej góry w zachód. Prowadzi nim jedna z dróg wspinaczkowych (III stopień w skali trudności UIAA) i jej wariant skośnym zachodem (IV stopień). Dolna część ściany poniżej Komina Sawickiego tworzy Filar Biela, którym również prowadzi droga wspinaczkowa (V stopień).
Pierwsze przejście wschodniej ściany Pośredniej Sieczkowej Turni (Kominem Sawickiego): Jerzy Sawicki i Jan Zaunar 2 sierpnia 1951 r. Pierwsze przejście zimowe: Krzysztof Berbeka i Jerzy Mitkiewicz 18 grudnia 1953 r.